# Powellinia variata
Powellinia variata là một loài bướm đêm trong họ Noctuidae.